# Euphrosine foliosa
Euphrosine foliosa är en ringmaskart som beskrevs av Jean Victor Audouin och Milne-Edwards 1833. Euphrosine foliosa ingår i släktet Euphrosine och familjen Euphrosinidae. Arten har ej påträffats i Sverige. Inga underarter finns listade i Catalogue of Life.